# 카스텔사라쟁

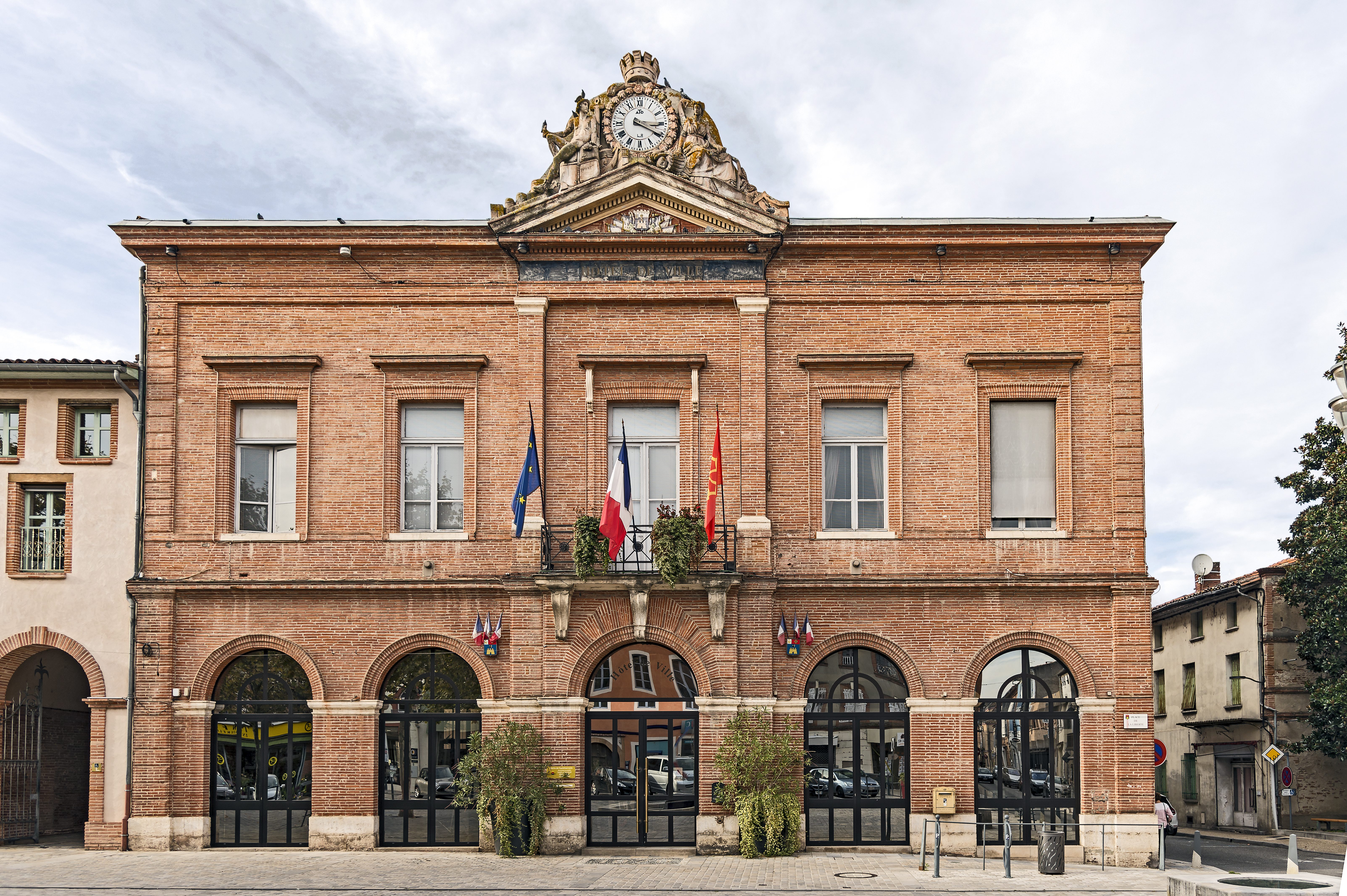
카스텔사라쟁 시청

카스텔사라쟁(프랑스어: Castelsarrasin)은 프랑스 미디피레네 타른에가론주에 위치한 도시로 면적은 76.77km2, 인구는 13,295명(2012년 기준), 인구 밀도는 170명/km2이다.

시 문장